# Liste des Justes de la Marne
La liste des Justes de la Marne recense les personnes ayant reçu le titre de Juste parmi les nations par le Comité pour Yad Vashem, situé à Jérusalem. 

## Liste des Justes de la Marne

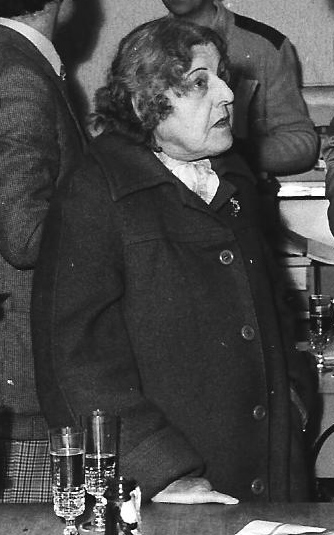
Aimée Lallement en 1980.

Les Justes de la Marne sont au nombre de quinze en 2020, parmi lesquels huit hommes et sept femmes.
- Daniel Bachet, Reims[2] ;
- Catherine Bourgeteau, Reims ;
- Odette Deguay, Mécringes ;
- René Deguay, Mécringes ;
- Auguste Héry, Champvoisy ;
- Louise Héry, née Crépin, Champvoisy ;
- Aimée Lallement, Reims ;
- André Laurent, Reims ;
- Lucienne Laurent, Reims ;
- Jean-Marie Leroux, Reims et Poix-Terron ;
- Henriette Ponson, Mardeuil ;
- Lucien Ponson, Mardeuil ;
- Jean Renou, Dormans ;
- Jean Royer, Épernay ;
- Marie-Thérèse Trouillet, née Leroux, Reims et Poix-Terron.